# Лікар Всесвіту
«Лікар Всесвіту» (англ. Physician to the Universe) — науково-фантастичне оповідання Кліффорда Сімака, вперше опубліковане журналом «Fantastic Science Fiction» у березні 1963 року.

## Сюжет
У суспільстві де здоров'я та гігієна стають обов'язковими, а роботи-лікарі виконують поліцейські функції, нечупару Альдена Стріта суд відправляє у вигнання на острів посеред непрохідного болота. Там в нього починається гарячка, від якої він втрачає пам'ять. Його виходжують інші засуджені. Разом з парою відчайдухів Еріком та Кітті він вирішує перетнути болото. У дорозі у Еріка починається гарячка і він вирішує повернутись. Потім гарячка починається у Кітті, і Альден вирішує нести її на руках. Останні милі в нього прибавляються сили, він виходить з болота і вони потрапляють в пастку роботів-лікарів. Але повертається Ерік і допомагає знешкодити робота і на захопленому автомобілі, вони втрьох приїжджають до будинку Альдена. Він поступово згадує своє життя і свій винахід — клітку, за допомогою якої він спілкувався з інопланетянами. Він розуміє, що вони вивчали його і перед самим засудженням заразили його іншопланетним вірусом, який і спричинив гарячку, вірус омолодив його тіло і став захистом від хвороб. Ерік та Кітті заразились ним від Альдена і теж омолодились. Тепер людству не потрібні лікарі-роботи, яких можна прилаштувати до іншої роботи.